# Fluorn-Winzeln
Fluorn-Winzeln è un comune tedesco di 3 222 abitanti, situato nel land del Baden-Württemberg.